# بيلايا غلينا
بيلايا غلينا (بالروسية: Белая Глина) هي مدينة في مقاطعة كراسنودار كراي في روسيا. يبلغ عدد سكانها حوالي 17666 نسمة.